# Frijo
Emanuel Matías Rodríguez (Buenos Aires, 19 de abril de 1997), más conocido como Frijo, es un cantante y compositor argentino de trap latino, rap y hip hop.

## Biografía
Emanuel nació en Buenos Aires, sin embargo, a los siete años se mudó junto a su familia a Piriápolis, su infancia en los dos países fue difícil pasando pobreza y sufriendo abusos. En su adolescencia retomó hacía Argentina junto a su madre, a los catorce años abandonó la escuela y vivió en la calle, mientras subsistía con trabajos eventuales.

## Carrera musical
Comenzó a hacer improvisaciones y freestyle en el 2012, y a lo largo de los años pasó por competencias reconocidas como Red Bull Batalla de Gallos y El Quinto Escalón, sin embargo, no fue hasta el año 2018 donde comenzaría a acercarse a la música de manera autónoma. Lanzó uno de sus primeros sencillos titulados «Tonto» el cual desde el momento de su estreno tuvo buena aceptación por parte del público, abriendo paso al camino del artista.
En junio de 2019, fue donde el artista finalmente obtendría un reconocimiento mundial tras haber grabado una BZRP Music Session con el productor Bizarrap, de título «Frijo: Bzrp Music Sessions, Vol. 10» (también conocido como «Like Boss»), siendo una de las primeras apariciones de este artista en colaboraciones a gran escala. Sin embargo, Frijo, comentó no sentirse contento por haber grabado una de sus canciones más importantes bajo los efectos de las drogas. A fines de ese mismo año lanzó tres sencillos en dos meses junto a los raperos Duki y Santoz, estos fueron «Paranoia», «24» e «Impala» respectivamente.
El 24 de junio de 2022, volvió a lanzar música y fue con el estreno su segundo álbum de estudio titulado Frijo, que contó con doce canciones y colaboraciones con artistas como Arón Piper, Neo Pistea, West Dubai, Papi Trujillo, entre otros.El video promocional del proyecto fue «3 Likes» junto a Neo Pistea y Teoh. El 10 de febrero de 2023 estrenó su segundo EP titulado Trap Explicito, el cual contiene cuatro sencillos en solitario y fue producido por los productores Club Hats, BLES y Hot Plug. En marzo de ese año colaboro junto al dominicano Fuego en la canción «Wou». En 2024, lanzó su tercer extended play, de título Acostumbrado EP y colaboró junto a L-Gante en el sencillo «No te vayas a enamorar».

"La verdad es que nunca me sentí tan bien en mi vida, tanto en lo personal como con mi música. Creo que lo más importante de todo es que por fin soy feliz"
Frijo para Télam

## Vida personal
Frijo mantuvo una relación con la DJ y modelo Mika Ishii en el año 2024, donde en el mismo se comprometió con ella. Se supo de su vínculo al verlos juntos en la embajada de Uruguay, en un evento de Chacho Ramos.
Desde que comenzó su carrera musical el artista sufrió adicciones a pastillas y otro tipo de drogas. Esto lo llevó a alejarse de la música, sin embargo, tras superar sus adicciones retomó con su trayectoria.

## Discografía

### Álbumes de estudio
- 2020: Dreamer Boy
- 2022: Frijo
- 2024: Detroit11

### Extended Plays
- 2019: I Never Left
- 2023: Trap Explicito (Nivel 1)
- 2024: Acostumbrado EP